# Gianvito Plasmati
Gianvito Plasmati (Matera, 28 gennaio 1983) è un ex calciatore italiano, di ruolo  attaccante.

## Biografia
Nato a Matera, inizia a giocare a calcio nella squadra locale Invicta Matera. Il 29 dicembre 2008 viene premiato dall'amministrazione comunale di Matera con un riconoscimento quale valido rappresentante sportivo di questa città.

## Caratteristiche tecniche
Centravanti con un fisico imponente, capace di effettuare delle giocate spalle alla porta per aiutare la squadra. Abile colpitore di testa poiché in grado di sovrastare i difensori con la sua cattiveria agonistica e la sua stazza.

## Carriera

### Inizi
Dopo le prime esperienze nei campionati minori e qualche presenza in Serie C1 e Serie C2 con Chieti e Brindisi, inizia a giocare da titolare in Serie C2 nel Ragusa nel 2004-2005 e nell'Andria BAT nel campionato successivo. Nell'estate 2006 viene acquistato dal Catania, che lo cede in prestito al Crotone, dove fa il suo esordio in Serie B.
Rientrato a Catania, debutta in Serie A il 7 aprile 2007 in Catania-Roma (0-2, giocata sul campo neutro di Lecce). Nell'ultima giornata di calciomercato dell'agosto seguente viene girato in compartecipazione al Foggia dove segna 2 gol in Serie C1; nel mercato invernale passa al Taranto, sempre in Serie C1, dove segna 7 reti in campionato e una rete nella finale play-off contro l'Ancona. Esordisce contro la Salernitana (4-2), alla ventiduesima giornata di campionato e dopo la prima mezz'ora ha già segnato una doppietta e i padroni di casa sono sul 4-0. Totalizza 8 gol in 17 incontri in una delle sue migliori stagioni realizzative in carriera, nonostante soffra anche qualche problema fisico durante il finale di stagione.

### Catania
Tornato al Catania allenato da Walter Zenga, Plasmati realizza il suo primo gol in Serie A alla seconda giornata a Milano contro l'Inter (2-1), e si ripete due settimane dopo contro la Juventus (1-1), realizzando entrambi i gol di testa. Da allora non segna più nelle altre 13 partite disputate tra campionato e coppa.
Il 16 novembre il secondo gol di Mascara dei tre su calcio di punizione nel 3-2 sul Torino è propiziato da uno schema particolare in cui alcuni giocatori del Catania, tra cui lo stesso Plasmati, che si abbassa addirittura i pantaloncini, formano una seconda barriera alle spalle di quella granata per togliere visuale e distrarre il portiere avversario Matteo Sereni.

### Il prestito all'Atalanta
A causa dell'infortunio di Christian Vieri, il 2 febbraio 2009 si trasferisce nell'Atalanta in prestito oneroso di 300.000 euro con diritto di riscatto fissato a 1,5 milioni di euro per la metà, come alternativa a Sergio Floccari. Segna contro la Fiorentina il primo gol con la maglia dell'Atalanta, mentre alla penultima giornata di Serie A firma una doppietta nella partita pareggiata per 2-2 contro il Palermo, salendo così a quota 5 reti in campionato.

### Ritorno a Catania
A fine stagione l'Atalanta non esercita l'opzione sul diritto di trasferimento del giocatore e così Plasmati ritorna a Catania. Nella vittoria contro la Juventus a Torino fornisce un assist al compagno di squadra Izco. Negli ottavi di finale di Coppa Italia segna una doppietta contro il Genoa consentendo al Catania il passaggio del turno ai quarti di finale. Con i rossazzurri disputa 13 gare di campionato senza segnare mai.
Nell'estate del 2010 viene messo fuori rosa a causa di una grossa disputa con la società: il giocatore sostiene di non aver accettato di rinnovare il proprio contratto e si ritiene, pertanto, svincolato a partire dal 30 giugno. La dirigenza, d'altro canto, possiede un rinnovo fino al 2011 su cui è apposta la firma di Plasmati, il quale contesta l'autenticità del documento e presenta ricorso alla Commissione tesseramenti. Una perizia ordinata il 30 agosto 2010 dalla Corte di giustizia federale dichiara che la firma è originale, dando ragione al Catania. Successivamente, il legale del calciatore ha sottoposto alla Corte una controperizia, ottenendo la riapertura del caso e la ripetizione dell'esame calligrafico. La sentenza, attesa intorno alla metà di gennaio 2011, è giunta solo a metà marzo e ha respinto l'appello di Plasmati, confermando la validità del contratto fino al giugno successivo.

### Nocerina, Varese e Vicenza
Svincolatosi dagli etnei, il 3 agosto 2011 firma un contratto biennale con la Nocerina, neopromossa in Serie B.
Esordisce con i molossi il 20 agosto in Genoa-Nocerina (4-3), partita valida per il terzo turno di Coppa Italia, realizzando la rete del momentaneo 3-2. Segna il suo primo goal in campionato il 3 dicembre contro l'AlbinoLeffe. Si ripete due settimane dopo in Padova-Nocerina (2-2), mettendo a segno una doppietta. Nei giorni successivi soffre di qualche problema fisico, ritornando ad allenarsi verso metà ottobre 2011.
Il 31 gennaio 2012 passa in prestito con diritto di riscatto al Varese. Esordisce con la nuova maglia il 10 marzo in Varese-Empoli (0-1), subentrando al 52' al posto di Kurtic. Realizza le sue prime reti con i lombardi il 24 marzo in Varese-Reggina (2-0), siglando una doppietta. Al termine della stagione non viene riscattato, facendo ritorno alla Nocerina.
Il 31 agosto 2012 passa a titolo definitivo al Vicenza. Esordisce con i berici il 9 settembre in Juve Stabia-Vicenza (1-1), giocando titolare e venendo sostituito al 33' della ripresa da Giacomelli. Segna la sua prima rete in campionato alla settima giornata contro il Grosseto.

### L'approdo al Lanciano
Il 28 gennaio 2013 la Virtus Lanciano, sul proprio sito ufficiale, comunica l'ingaggio dell'attaccante a titolo definitivo. Fa il suo esordio contro l'Ascoli il 4 febbraio e segna per la prima volta in rossonero a Grosseto, il 16 febbraio. Il 16 marzo 2013 mette a segno la sua prima doppietta con la maglia abruzzese, nella partita pareggiata per 2-2 sul campo dell'Empoli.

### Il passaggio al Siena ed il grave infortunio
Il 22 gennaio 2014 viene acquistato a titolo definitivo dal Siena. Esordisce in maglia bianconera il 27 gennaio in occasione del pareggio esterno col Crotone. Il 1º febbraio, durante la sfida interna contro il Novara, si infortuna gravemente riportando la rottura del legamento crociato anteriore del ginocchio sinistro. A fine stagione in seguito al fallimento del club toscano (che riparte dalla Serie D) rimane svincolato.

### Leyton Orient e secondo ritorno al Catania
Il 19 ottobre 2014 firma un contratto fino al termine della stagione con il Leyton Orient, militante in League One. Fa il suo esordio il 28 ottobre nella sfida persa per 2-0 contro il Preston, segna il suo primo gol su rigore il 15 novembre nella sfida persa per 3-2 contro il Gillingham.
Il 17 settembre 2015 firma un contratto annuale con il Catania, con cui disputa il campionato di Lega Pro. Segna la sua prima rete in Catania-Akragas, siglando al minuto 88 il gol del definitivo 1-1.

### Messina e Matera
Nel gennaio del 2017 viene ingaggiato dal Messina con cui gioca solo due gare a causa di un infortunio. Dopo essere stato fermo tutta la stagione successiva, nel novembre 2018 viene ingaggiato dalla squadra della sua città, il Matera, con cui debutta segnando il gol vittoria contro la Viterbese. L'avventura con il club della sua città natale si interrompe a febbraio 2019 causa l'esclusione del club dal campionato per inadempienze, e di fatto conclude la sua carriera da calciatore.

## Statistiche

### Presenze e reti nei club
| Stagione        | Squadra         | Campionato      | Campionato | Campionato | Coppe nazionali | Coppe nazionali | Coppe nazionali | Coppe continentali | Coppe continentali | Coppe continentali | Altre coppe | Altre coppe | Altre coppe | Totale | Totale |
| Stagione        | Squadra         | Comp            | Pres       | Reti       | Comp            | Pres            | Reti            | Comp               | Pres               | Reti               | Comp        | Pres        | Reti        | Pres   | Reti   |
| --------------- | --------------- | --------------- | ---------- | ---------- | --------------- | --------------- | --------------- | ------------------ | ------------------ | ------------------ | ----------- | ----------- | ----------- | ------ | ------ |
| 2001-2002       | Chieti          | C1              | 2          | 0          | CI-C            | 3               | 0               | -                  | -                  | -                  | -           | -           | -           | 5      | 0      |
| 2002-2003       | Chieti          | C1              | 3          | 0          | CI-C            | 0               | 0               | -                  | -                  | -                  | -           | -           | -           | 3      | 0      |
| Totale Chieti   | Totale Chieti   | Totale Chieti   | 5          | 0          |                 | 3               | 0               |                    | -                  | -                  |             | -           | -           | 8      | 0      |
| 2003-2004       | Brindisi        | C2              | 4+1        | 0          | CI-C            | 0               | 0               | -                  | -                  | -                  | -           | -           | -           | 5      | 0      |
| 2004-2005       | Ragusa          | C2              | 28+2       | 7+2        | CI-C            | 0               | 0               | -                  | -                  | -                  | -           | -           | -           | 30     | 9      |
| 2005-2006       | Andria BAT      | C2              | 31         | 12         | CI-C            | 0               | 0               | -                  | -                  | -                  | -           | -           | -           | 31     | 12     |
| 2006-gen. 2007  | Crotone         | B               | 9          | 0          | CI              | 0               | 0               | -                  | -                  | -                  | -           | -           | -           | 9      | 0      |
| gen.-giu. 2007  | Catania         | A               | 1          | 0          | CI              | -               | -               | -                  | -                  | -                  | -           | -           | -           | 1      | 0      |
| 2007-gen. 2008  | Foggia          | C1              | 15         | 2          | CI-C            | 0               | 0               | -                  | -                  | -                  | -           | -           | -           | 15     | 2      |
| gen.-giu. 2008  | Taranto         | C1              | 13+4       | 7+1        | CI-C            | -               | -               | -                  | -                  | -                  | -           | -           | -           | 17     | 8      |
| 2008-gen. 2009  | Catania         | A               | 13         | 2          | CI              | 2               | 0               | -                  | -                  | -                  | -           | -           | -           | 15     | 2      |
| gen.-giu. 2009  | Atalanta        | A               | 12         | 3          | CI              | -               | -               | -                  | -                  | -                  | -           | -           | -           | 12     | 3      |
| 2009-2010       | Catania         | A               | 13         | 0          | CI              | 4               | 2               | -                  | -                  | -                  | -           | -           | -           | 17     | 2      |
| 2010-2011       | Catania         | A               | 0          | 0          | CI              | 0               | 0               | -                  | -                  | -                  | -           | -           | -           | 0      | 0      |
| 2011-gen. 2012  | Nocerina        | B               | 15         | 3          | CI              | 1               | 1               | -                  | -                  | -                  | -           | -           | -           | 16     | 4      |
| gen.-giu. 2012  | Varese          | B               | 8+1        | 2          | CI              | -               | -               | -                  | -                  | -                  | -           | -           | -           | 9      | 2      |
| 2012-gen. 2013  | Vicenza         | B               | 16         | 2          | CI              | -               | -               | -                  | -                  | -                  | -           | -           | -           | 16     | 2      |
| gen.-giu. 2013  | Lanciano        | B               | 14         | 4          | CI              | -               | -               | -                  | -                  | -                  | -           | -           | -           | 14     | 4      |
| 2013-gen. 2014  | Lanciano        | B               | 16         | 3          | CI              | 1               | 0               | -                  | -                  | -                  | -           | -           | -           | 17     | 3      |
| Totale Lanciano | Totale Lanciano | Totale Lanciano | 30         | 7          |                 | 1               | 0               |                    | -                  | -                  |             | -           | -           | 31     | 7      |
| gen.-giu. 2014  | Siena           | B               | 2          | 0          | CI              | 1               | 0               | -                  | -                  | -                  | -           | -           | -           | 3      | 0      |
| ott. 2014-2015  | Leyton Orient   | FLO             | 14         | 2          | FACup+CdL       | 0               | 0               | -                  | -                  | -                  | FLT         | 1           | 0           | 15     | 2      |
| set. 2015-2016  | Catania         | LP              | 16         | 3          | CI-LP           | -               | -               | -                  | -                  | -                  | -           | -           | -           | 16     | 3      |
| Totale Catania  | Totale Catania  | Totale Catania  | 43         | 5          |                 | 4               | 2               |                    | -                  | -                  |             | -           | -           | 47     | 7      |
| feb.-giu. 2017  | Messina         | LP              | 2          | 0          | CI+CI-LP        | -               | -               | -                  | -                  | -                  | -           | -           | -           | 2      | 0      |
| nov 2018-2019   | Matera          | C               | 3          | 1          | CI-LP           | -               | -               | -                  | -                  | -                  | -           | -           | -           | 3      | 1      |
| Totale carriera | Totale carriera | Totale carriera | 250+8      | 53+3       |                 | 12              | 3               |                    | -                  | -                  |             | 1           | 0           | 271    | 59     |